# Joseph Delmont

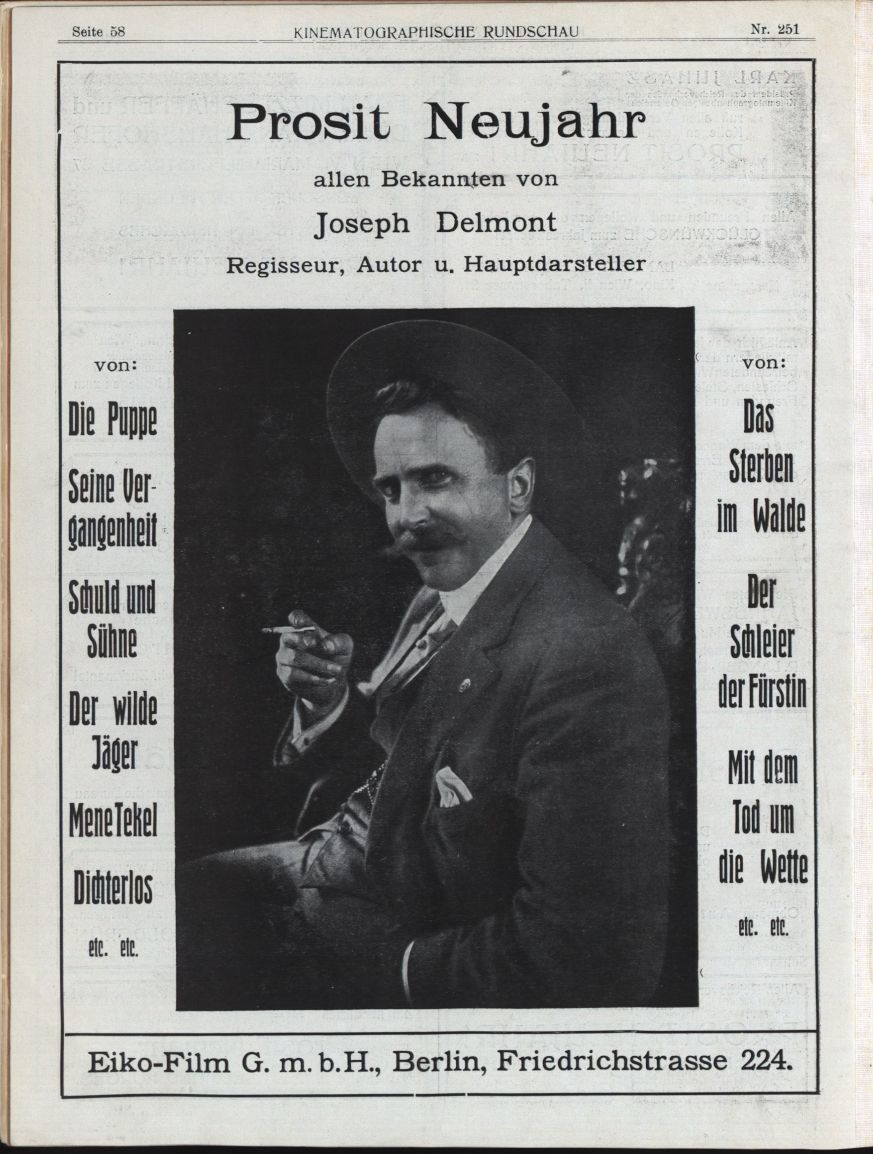
Joseph Delmont 1912

Joseph Delmont, als Josef Michael Pollak, (* 8. Mai 1873 in Loiwein, Österreich-Ungarn; † 12. März 1935 in Bad Pystian, Tschechoslowakei) war ein österreichischer Filmregisseur und Schriftsteller.
Als Artist in einem internationalen Wanderzirkus aufgewachsen, wurde er später als Filmregisseur für die Miteinbeziehung von Raubtieren in seine Filme weltberühmt. In seinen letzten Lebensjahren betätigte er sich als Schriftsteller. Neben einigen Langspielfilmen inszenierte der Filmpionier, der auch als Drehbuchautor, Kameramann und Schauspieler in seinen Filmen tätig war, ab 1900 auch insgesamt rund 200 Kurzfilme. Drei seiner Bücher wurden laut der Liste des schädlichen und unerwünschten Schrifttums von 1938 von den Nationalsozialisten verboten (z. B. Juden in Ketten).

## Leben

Delmont war Geschäftsführer des Rotenturmkinos. Mehrheitseigentümer waren Cousins von Fritz Langs Mutter

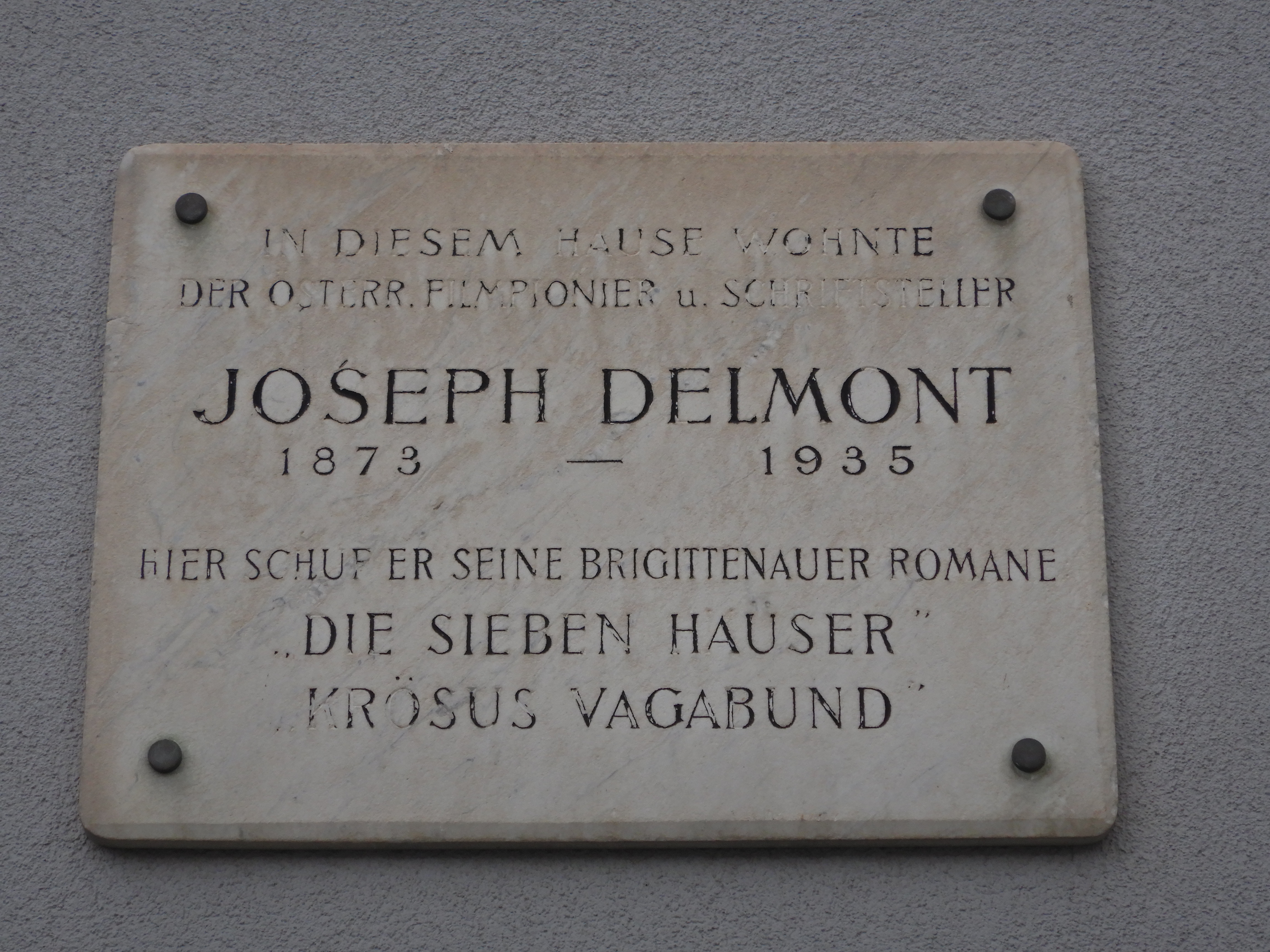
Gedenktafel in der Burghardtgasse 18 in Wien

Joseph Delmont wurde im Jahr 1873 als eines von 16 Kindern von Moses (später Maximilian) Pollak, Kaufmann, und Resi (oder Rösi, später Theresia) geb. Fuchs, geboren. Im Wiener Geburtsbuch 1872 – 74, Reihenzahlen 6229 – 6234, der Israelitischen Kultusgemeinde, wurden infolge einer Note der k.k. Bezirkshauptmannschaft Krems vom 11. Oktober 1873 sechs Kinder eingetragen, alle geboren in Loywein, NÖ, darunter Josef, geb. 15. Mai 1873. In allen anderen Dokumenten und Unterlagen ist der Tag der Geburt mit 8. Mai 1873 angegeben.
Laut Eintragung im Staatlichen Bezirksarchiv in Pelhrimov, Archivgemeinde Pavlov, Buch 1, Seite 17, hat Josef Pollak am 26. Juni bzw. am 7. Juli 1910 die Änderung seines Namens auf Josef Delmont beantragt.
Im Alter von acht Jahren trat er der Artistengruppe eines Zirkus bei, mit der er in den folgenden Jahren als unter anderem als Luftakrobat auftrat. Danach absolvierte er eine Lehre als Metalldreher. Er wirkte jedoch weiterhin als Artist und Dompteur, später auch als Tierfänger und -wärter in einem Zirkus mit und bereiste mit ihm zahlreiche Länder rund um den Erdball.
Am 21. Dezember 1895 ließ er sich 22-jährig in der Pfarre Leobendorf römisch-katholisch taufen. 1901 blieb er nach einem Aufenthalt in den Vereinigten Staaten dort um als Leiter einer Tierhandlung zu arbeiten. Nach seiner Teilnahme an einigen Vorführungen des jungen Mediums Films begann Joseph Delmont eigenen Angaben zufolge 1903 im Auftrag der Filmproduktionsgesellschaft Vitagraph minutenkurze Einakter (One-Reeler), etwa Westernfilmchen, zu drehen. 1905 stellte er seinen ersten Zweiakter her.
1910 kehrte er nach Wien zurück, wo er unter anderem für die Österreichisch-ungarische Filmindustrie als Kameramann arbeitete. So war er Kameramann und szenisch-technischer Leiter für den ältesten, heute noch vollständig erhaltenen österreichischen Spielfilm: Der Müller und sein Kind. 1910 und 1911 war Josef Delmont Geschäftsführer des Wiener Rotenturmkinos, dessen Mehrheitseigentümer Cousins von Fritz Langs Mutter Paula Lang waren.
Wenig später zog er nach Deutschland. In Berlin, wo er 1916 mit der Joseph Delmont Film seine eigene Produktionsfirma gründete, inszenierte er, teils gemeinsam mit Harry Piel als Co-Regisseur und Fred Sauer, Curt und Ilse Bois als Schauspieler eine Reihe von abenteuerlichen, fantastischen, dramatischen und actiongeladenen Filmen. Die Sensation dieser Filme war für die damalige Zeit außergewöhnliche Aufnahmen von Raubtieren, die in seinen Filmen vorkamen.
Im Zuge von Dreharbeiten bereiste er Panama, Portugal, England, Frankreich, Spanien und die Niederlande. 1924 beendete Delmont seine Karriere beim Film weitgehend und widmete sich verstärkt dem Schriftstellertum, das er seit 1892 nur nebenbei betrieb. Er verfasste bis zu seinem Tod im Jahre 1935 mehrere Romane und Erzählungen und schrieb zahlreiche Zeitungsartikel. Neben Kriminalgeschichten und Erzählungen über seine Arbeit mit Tieren verfasste er Abenteuer- und Kriminalromane, aber mit „Der Ritt auf dem Funken“ (1928) auch einen Zukunftsroman – eine Science-Fiction-Geschichte über die Möglichkeit, sich in naher Zukunft mit eigenen Geräten auf elektrischen Wellen fortzubewegen. Zum letzten Mal beim Film tätig war Delmont 1925 – als Regisseur von Der Millionenraub im Riviera-Expreß.
Laut Todesanzeige, herausgegeben von der Gemeinde Wien –städt. Leichenbestattung, IV. Goldeggasse 19, vom 15. März 1935, ist Joseph Delmont am 12. März 1935 um 21.35 Uhr, nach kurzem schwerem Leiden und Empfang der heiligen Sterbesakramente im 62. Lebensjahr gestorben. Die heiligen Seelenmessen wurden in mehreren Pfarrkirchen gelesen.

## Filmografie
Bei folgenden, ausgewählten, kurzen und langen Filmen führte Joseph Delmont Regie, bei manchen spielte er auch mit oder schrieb das Drehbuch (siehe Angabe in Klammer):
- 1910: Der Müller und sein Kind, Teil I (Drehbuch)
- 1911: Der Müller und sein Kind, Teil II (Kamera)
- 1911: Der Streikbrecher
- 1911: Mutter und Sohn
- 1911: Verirrte Seelen
- 1911: Getrennt und wieder vereint
- 1912: Das sechste Gebot
- 1912: Der Fremde
- 1912: Die Puppe
- 1912: Schuld und Sühne (Drehbuch)
- 1912: Der wilde Jäger (Drehbuch)
- 1912: Dichterlos
- 1912: Das Sterben im Walde (Drehbuch, Schauspiel)
- 1913: Das Recht aufs Dasein
- 1913: Der letzte Akkord (Drehbuch)
- 1913: Das rote Pulver (Drehbuch)
- 1913: Das Tagebuch eines Toten
- 1913: Auf einsamer Insel (Drehbuch, Schauspiel)
- 1913: Der geheimnisvolle Klub
- 1914: Der Desperado von Panama
- 1915: Ein Erbe wird gesucht
- 1915: Ein ungeschriebenes Blatt (Drehbuch)
- 1915: Der Silbertunnel
- 1916: Titanenkampf (Drehbuch, Produzent)
- 1916: Theophrastus Paracelsus (Drehbuch, Produzent)
- 1916: Die Töchter des Eichmeisters (Drehbuch, Produzent)
- 1917: Was ein Weib vermag (Drehbuch, Produzent)
- 1917: Das Geheimnis des Waldes (Co-Regie mit Hans Otto Löwenstein, Drehbuch)
- 1919: Der Bastard (Drehbuch)
- 1919: Margot de Plaisance (Drehbuch)
- 1919: Der Kampf der Geschlechter (Drehbuch)
- 1919: Die Geächteten (Drehbuch)
- 1920: Die Insel der Gezeichneten
- 1920: Madame Récamier
- 1920: Die entfesselte Menschheit
- 1920: Die lebende Fackel
- 1921: Der König der Manege (Co-Drehbuch, Schauspiel)
- 1921: Die eiserne Faust
- 1921: Julot, der Apache (Drehbuch)
- 1922: Der Mann aus Stahl
- 1923: Der Sieg des Maharadscha
- 1923: Marco unter Gauklern und Bestien
- 1924: Mater Dolorosa
- 1924: Um eine Million (Co-Regie, Drehbuch)
- 1927: Der Millionenraub im Riviera-Expreß

## Bibliographie
- Wilde Tiere im Film: Erlebnisse aus meinen Filmaufnahmen in aller Welt. Dieck, Stuttgart 1925 (Sachbuch; erschien in 14 Auflagen).
- Die Stadt unter dem Meere. Roman. Wilhelm Grunow, Leipzig 1925.
- In Ketten. Wilhelm Gurnow, Leipzig 1926 (wurde in den folgenden Jahren noch mehrmals mit dem Titel Juden in Ketten aufgelegt).
- Der Casanova von Bautzen. Neue Berliner Verlags-Gesellschaft, Berlin 1926 Neuauflage: Lusatia-Verlag, Bautzen 2005.
- Von lustigen Tieren und dummen Menschen: Eine Melange. Neue Berliner Verlags-GmbH, Berlin 1927.
- Abenteuer mit wilden Tieren : Erlebnisse eines Raubtierfängers „Aus weiter Welt“ Bd. 48. Enßlin & Laiblin, Reutlingen 1927.
- Auf Raubtierfang : Erlebnisse in Urwald und Steppe. „Aus weiter Welt“ Bd. 50. Enßlin & Laiblin, Reutlingen 1927.
- Die Insel der Gerichteten und andere Erzählungen. Neufeld & Henius, Berlin 1927.
- Die Gaunerfahrten des Tim Shea. Weltbücher-Verlag, Berlin-Friedenau 1927.
- Der Gefangene der Wüste. Neufeld & Henius, Berlin 1927.
- Die Sieben Häuser: Wanderfahrten eines Lausbuben. Grethlein & Co., Leipzig 1927.
- Der Ritt auf dem Funken: Phantastischer Zukunftsroman. Otto Janke, Berlin 1928.
- Auf Großtierfang und andere Tiergeschichten. H. Schaffstein, Kön 1929.
- Krösus Vagabund. Wilhelm Grunow, Leipzig 1929.
- Negro. H. Schaffstein, Köln 1929.
- Gaukler und Bestien. Wilhelm Grunow, Leipzig 1930.
- 20 Jahre Großtier-Fang. Schlieffen-Verlag, Berlin 1930.
- Die Deportierten von Neukaledonien. Heim-Verlag, Berlin [um 1930].
- Erdbeben. Otto Janke, Berlin 1931.
- Der Mann mit dem Sex appeal. Janke, Leipzig 1931.
- Der Galgenstrick. Janke, Leipzig 1933.
- Die Abenteuer des Johnny Kilburn. Wilhelm Grunow, Leipzig 1934.
- Der Fels im Meer. Wilhelm Grunow, Leipzig 1934.
- Fräulein Bandit. F. W. Grunow, Leipzig 1935. Neuauflage: Null Papier-Verlag, Düsseldorf 2014.
- Die Wunderblutkirche. Wilhelm Grunow, Leipzig 1935.